# 福島高博
福島 高博（ふくしま たかひろ、1965年10月1日 - ）は、日本のシンガーソングライターである。愛知県出身。

## 略歴
高校卒業後にプロの歌手を志望し、上京する。1989年頃にTHE BLUE HEARTSらが在籍した事務所であるジャグラーに所属し、翌1990年にシングル「こんなにも」及びアルバム「Seesaw Game」をフォーライフ・レコードからリリースし、メジャー・デビューを果たした。1995年にポリスターに移籍後に音楽活動を休止する。
その後は自主制作の音楽活動の傍ら、2012年にハウスクリーニング会社を設立し同社の営業を行っている。私生活では3児の父親となっている。

## ディスコグラフィ

### シングル
- こんなにも（1990年11月21日発売）
  1. こんなにも
  2. 俺のシャツ洗ってくれないか
- おまえがいないTOKYOで（1991年7月21日発売）
  1. おまえがいないTOKYOで
  2. あのとき見た小さな鳥
- 涙を信じて（1992年1月21日発売）
  1. 涙を信じて タイアップ：日本貨物鉄道 CFソング
  2. I don't Know
- 決心（1992年5月21日発売）
  1. 決心
  2. 野菜スープの結末
  3. 決心（オリジナル・カラオケ）
- ともだちじゃないか（1993年5月21日発売）　
  1. ともだちじゃないか タイアップ：住友金属工業 CFソング
  2. GROWING BEAT
  3. ともだちじゃないか（オリジナル・カラオケ）
  4. GROWING BEAT（オリジナル・カラオケ）
- まっすぐに君を愛したい（1993年6月18日発売）
  1. まっすぐに君を愛したい タイアップ：アートネイチャー CFソング
  2. ともだちじゃないか タイアップ：住友金属工業 CFソング
  3. まっすぐに君を愛したい（オリジナル・カラオケ）
  4. ともだちじゃないか（オリジナル・カラオケ）
- たったひとつの I LOVE YOU（1994年5月28日発売）
  1. たったひとつの I LOVE YOU
  2. ただ抱きしめたい
  3. たったひとつの I LOVE YOU（オリジナル・カラオケ）
- 約束（1995年9月25日発売）
  1. 約束
  2. さよならの言葉だけは
  3. 約束（オリジナル・カラオケ）

### アルバム
- Seesaw Game（1990年11月21日発売）
- 「僕は…」（1991年7月21日発売）
- だれもがまだ太陽だった夏（1992年5月21日発売）タイアップ：中日ビルタウン CFソング/『男はほっとけ!!イヴの逆襲』（名古屋テレビ/テレビ朝日系）エンディングテーマ / 『万国三面大王』（CBCテレビ）エンディングテーマソング
- Moonlight Blue（1993年7月21日発売）
- Crowds In Cloud（1994年6月17日発売）

## 出演
- 合点!太巻天狗（FM AICHI、1994年4月 - 9月 水曜パーソナリティ）